# 에리크 3세

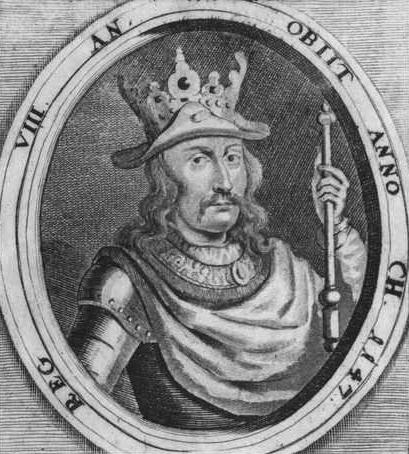
에리크 3세

에리크 3세(덴마크어: Erik III, 1120년경~1146년 8월 27일)는 덴마크의 국왕(재위: 1137년~1146년)이다. 경건함, 너그러움, 약하고 부드러운 성격으로 인해 하느님의 어린 양과 같은 국왕으로 여겨졌기 때문에 에리크 양왕(덴마크어: Erik III Lam 에리크 람[*])이라는 별칭으로 부르기도 한다. 퓐섬 출생으로, 오덴세에서 숨졌다.

## 생애
에스트리센가(Estridsen) 출신이다. 덴마크의 귀족인 하콘 수니바손(Hakon Sunnivasson)의 아들로 태어났으며 에리크 2세 국왕의 조카이기도 하다. 그의 어머니인 랑힐(Ragnhild)은 에리크 1세 국왕의 딸이다.
1134년 포테비크(Fotevik) 전투에서 자신의 조카인 에리크 2세를 지원하면서 참전했다. 1137년 에리크 2세 국왕이 살해당하면서 덴마크의 국왕으로 즉위했다. 1139년에는 에리크 3세의 사촌인 올라프 하랄센(Olaf Haraldsen)이 스코네에서 권력을 잡으면서 에리크 3세 국왕과 대립했다. 1141년 에리크 3세는 헬싱보리 인근에서 올라프 하랄센을 패사시켰다.
1144년에는 노르트마르크(Nordmark)의 루돌프 1세(Rudolf I) 변경백의 딸인 잘츠베델(Salzwedel)의 루트가르트(Lutgard)와 결혼했지만 자녀를 낳지 못했고 사생아인 아들 망누스 에릭센(Magnus Eriksen)을 낳았다.
1146년 덴마크 역사상 처음이자 마지막으로 퇴위당한 군주로 기록되었다. 퇴위당한 이유는 알려지지 않았지만 치세 능력 또는 건강상의 이유로 추정된다. 퇴위한 이후에는 성 크누드(Knud) 수도원에 들어갔고 1146년 8월 27일에 사망하면서 그 곳에 매장되었다. 그가 사망한 이후에 덴마크에서는 스벤 3세, 크누드 5세, 발데마르 1세 사이에 내전이 일어나게 된다.